# Escañuela
Escañuela is een gemeente in de Spaanse provincie Jaén in de regio Andalusië met een oppervlakte van 13,90 km². Escañuela telt 947 inwoners (1 januari 2016).

## Demografische ontwikkeling
Bron: INE, 1857-2011: volkstellingen